# قضاض

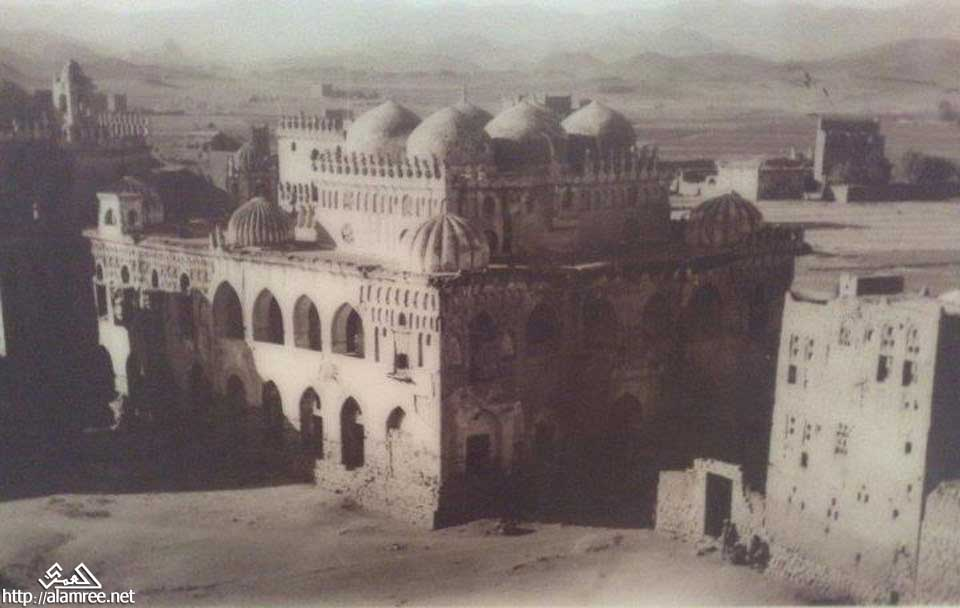
المدرسة العامرية، مبنية من القضاض

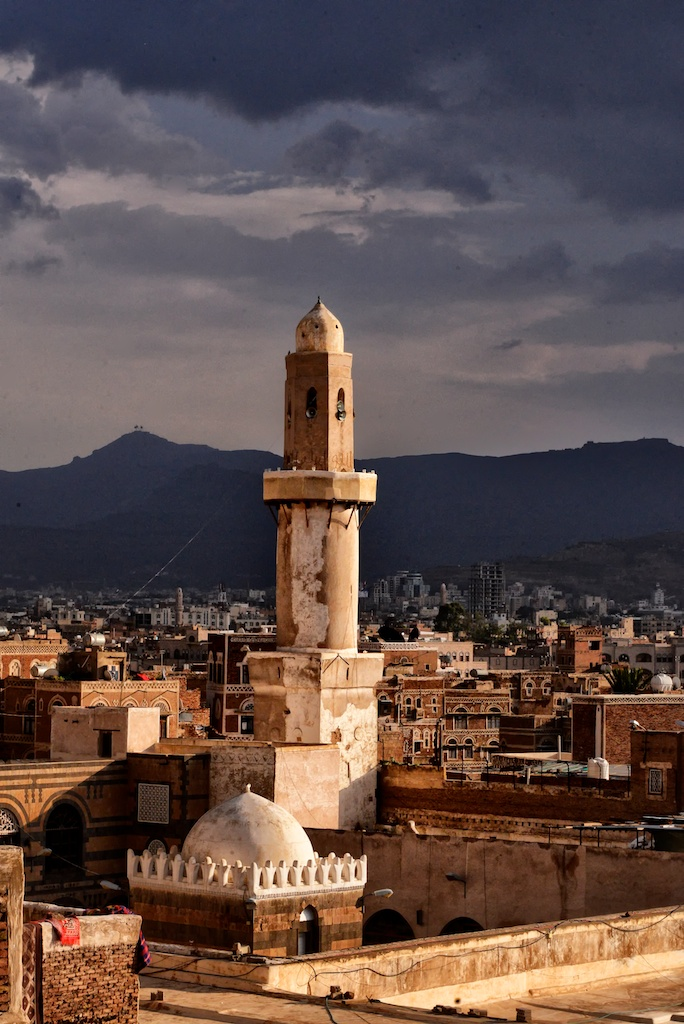
مئدنة جامع صنعاء الكبير الذي يعود تاريخه السابع، وهو مبني من القضاض

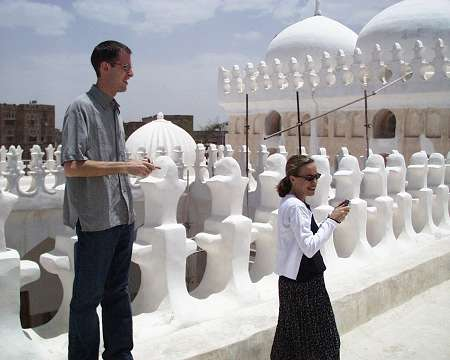
منظر لمجمع المدرسة العامرية

القضاض هو قصارة مضادة للماء مصنوعة من الجير المعالج بالجير المطفأ والزيوت والدهون. يعود عمر هذه التقنية إلى أكثر من ألف عام ولا تزال بقايا هذه المادة تُرى على سد مأرب القديم. كثيرا ما يستعمل الرماد البركاني أو الخفاف أو الزلط بركاني مطحن آخر كعنصر كميائي في التفاعل.
بسبب بطء بعض التفاعلات الكميائية، إعداد القضاض قد يستغرق أكثر من مائة يوم، من محاجر المواد الخام لبداية تطبيق المادة على المبنى. وقد تمر سنة قبل أن يتجمد القضاض كليا.
في 2004، كاتَرينا بورالي صنعت فيلما وثائقيا اسمها «القضاض: إعادة اختراع تقليد». يوثق الفيلم ترميم مجمع المدرسة العامرية، التي حازت بجائزة آغا خان للعمارة سنة 2007.

## طريقة التحضير القديمة
بعد جمع كتل الحجر الجيري، يتم حرقها في فرن لمدة 4 أيام، وبعد ذلك يتم إطفاء النار والجير المحترق بالماء، وتركها لتبرد لمدة 2-3 أيام أخرى. تم بعد ذلك سحق الجير المخبوز (النوره) وخلطه مع رماد بركاني أسود ناعم يعرف باسم الشاش، وهو حجر خفاف له قوام الحصى. يتم سحق الشاش والجير بحجر لطحنها إلى جزيئات أنعم وخلطهما جيدًا معًا بدون ماء (يتم خلط المكونين معًا بنسبة جزأين من الشاش إلى جزء واحد من الجير)، ثم يترك الخليط ليرتاح 3 -4 أيام حتى يستقر. بعد ذلك، يخلط العنصرين مع الماء (عادة حجم واحد من الماء إلى 3 أحجام من الخليط)، وخلال هذه الفترة يتم تحريك الخليط بشكل مستمر في عملية شاقة تتطلب ساعات طويلة من العمل اليدوي (لمدة تصل إلى 4-5 أسابيع)، قبل إضافة ماء الجير الناعم إليها لمدة شهر إلى شهرين لتحويلها إلى عجينة. وكلما زاد ضرب الخليط بمجرفة طويلة أو مضرب خشبي، كلما أصبح القضاض أكثر التصاقا. وباستخدام الخليط الجاهز الآن من الجير والشاش، توضع ثلاث طبقات من القضاض على جدران الصهاريج لجعلها كتيمة غير منفذة؛ تحتوي الطبقة الأولى على أكبر جزيئات الشاش وأقل كمية من الجير على الحجر الخام، ويتم إضافة القضاض بسمك حوالي بوصتين. وباستخدام حجر حاد الحواف، تدق وتفرك الطبقة الأولى من القضاض بقوة على الحائط لعدة أيام، مع رشها بماء الجير لإبقائها مبللة. يتم تطبيق الطبقة الثانية بعد الانتهاء من عمل الطبقة الأولى بالضرب. يتم تكرار العملية الأولى، وهذه المرة يتم تلبيس الجدار بخليط من القضاض الذي يحتوي على جزيئات أصغر من الشاش والمزيد من الجير. يستخدام حجر حاد الحواف مرة أخرى لدق القضاض بقوة على الحائط، مع رشه بماء الجير لإبقائه رطبًا. وأخيراً، يتم تطبيق الطبقة الثالثة التي تحتوي على أصغر جزيئات الشاش وأكبر كمية من الجير (جزء واحد من الشاش إلى جزأين من الجير، ويدق إلى عجينة ناعمة) بحجر حاد الحواف مع رش ماء الجير على الحائط للحفاظ على بلله. بعد التطبيق النهائي، تتم معالجة الجدار باستخدام القضاض المطحون بشكل ناعم جدًا، ثم تترك حتى تجف، وعندما تجف، يدهن الجدار بالدهون الحيوانية (الشحم) لتنعيمه وصقله. والنتيجة النهائية هي جدار صلب مثل الرخام الناعم.
وبحسب عالمة الآثار سلمى الراضي، لا يمكن استخدام القضاض إلا كجص على المباني المبنية من الحجر والطوب المحروق، لكنه لن يلتصق بالطوب اللبن أو البلوك الإسمنتي أو الخرسانة. في اليمن، يتم صنع القضاض تقليديًا من مكونين أساسيين هما الجير المخبوز والرماد البركاني لاستخدامه كملاط شائع، أو كجص جداري منيع.

## الاستخدام
في صنعاء في أوائل القرن العشرين، استخدم القضاض لتبطين البرك والخزانات وأنابيب الصرف الصحي والحفر الامتصاصية، وجعلها غير منفذة. وبعد تطبيق القضاض، يتم صقله بالحجر. غالبًا ما امتد استخدامه إلى غرفة المطبخ الرئيسية وإلى المزاريب والأحواض، حيثما كان من المحتمل استخدام المياه على نطاق واسع. وكانت جدران غرف المخازن التي تحفظ فيها الحبوب والتي تتطلب عدم تسرب الماء، تُطلى في كثير من الأحيان بالقضاض مما أعطى الغرف مظهرًا وكأنها مطلية بالطلاء الزيتي. يذكر كارل راثينز، الذي زار اليمن في النصف الأول من القرن العشرين، أنه رأى في صنعاء "منازل الأثرياء" حيث غالبًا ما كانت قاعات المدخل مطلية بالقضاض حتى ارتفاع معين. كانت الجدران الداخلية للحمامات العامة أحيانًا من الطوب وأحيانًا من الحجر. إذا كانت من الطوب، فقد تمت حمايتها بطبقة سميكة من الجبس الصلب والتي تم طلاءها بالزيت.